# Augustine Cochet de Saint-Omer
Augustine Cochet de Saint-Omer, dite aussi Augustine Cochet ou Mademoiselle Saint-Omer, est une artiste peintre française née à Saint-Omer le 21 janvier 1792 et morte à Paris en février 1833. Elle expose des tableaux d'histoire et des portraits au Salon de Paris de 1812 à 1833, ainsi qu'une dernière fois à titre posthume en 1835.

## Biographie
Augustine Joseph (sic) Cochet, née à Saint-Omer le 21 janvier 1792, est la fille de Marguerite Thérèse Joseph Dehenne et de François Norbert Daniel Cochet,.
Elle étudie la peinture à Paris auprès de Philippe Chéry. Elle fait ses débuts au Salon en 1812 en présentant deux portraits féminins, celui de Mme Vandamme représentant Marie Sophie Françoise T'Kint, épouse du  général Vandamme et celui de Mlle Sophie, artiste du théâtre de l’Impératrice,. Elle prend l'habitude de présenter, à chaque exposition suivante, en  plus de portraits, un tableau d'histoire : Saint Jean prêchant dans le désert en 1814, Mort de Camille, reine des Volsques en 1817, enfin Cérès qui « allume ses flambeaux sur le mont Etna pour chercher sa fille Proserpine ravie par Pluton » en 1819.
Cérès est éreintée par les critiques au Salon de 1819.
Alors qu'elle expose au Salon de 1812 à 1819 sous son patronyme de naissance, elle adopte progressivement dans les années 1820 le pseudonyme de Saint-Omer, d'après sa ville natale : au Salon de 1824, elle est listée dans le livret de l'exposition comme « Mlle Cochet de Saint-Omer », puis « Mlle C… de Saint-Omer » en 1827, « Mlle Saint-Omer » en 1831, enfin « Mme Saint-Omer » en 1833 et 1835. La signature qu'elle appose sur ses tableaux suit la même progression :  elle signe ses œuvres « St Omer », souvent suivi de la date, depuis au moins 1826.
Elle tient aussi un atelier d'élèves. Elle compte parmi eux sa compatriote Henriette-Louise Defrance (1797-1868), épouse de Charles-Joseph Pagart d'Hermensart, qui avait étudié auparavant avec Alexandre Lebour à Saint-Omer et qui a exposé au Salon de 1849.
Elle meurt de façon soudaine à Paris en février 1833 — probablement le 13 — emportée en deux jours par une « affection cérébrale », dans son nouveau logement et atelier du 8 bis, rue de Furstemberg, où elle venait d'emménager,.
Certains de ses tableaux sont conservés, en France, au musée du Service de santé des armées du Val-de-Grâce, et au musée des Beaux-Arts de Rouen, ainsi qu'au Bowes Museum au Royaume-Uni.

## Œuvre
- Portrait de Mme Vandame [sic][note 3], Salon de 1812 (no 213)[4].
- Portrait de Mlle Sophie, artiste du théâtre de l’Impératrice, Salon de 1812 (no 214)[4].
- Saint Jean prêchant dans le désert, Salon de 1814 (supplément, no 1410)[6].
- Portrait de femme en pied, Salon de 1814 (supplément, no 1411)[6].
- Mort de Camille, reine des Volsques[note 4], Salon de 1817 (no 160)[4].
- Portrait de Mme D. h. t., Salon de 1817 (no 161)[4].
- Cérès — Elle allume ses flambeaux sur le mont Etna pour chercher sa fille Proserpine ravie par Pluton, Salon de 1819 (no 231)[4].
- Portrait d'homme, Salon de 1824 (1er supplément, no 2188)[8].
- Portrait du docteur Broussais, vers 1825[18], refusé au Salon de 1827[19],[20]; Exposition au profit des blessés des 27, 28 et 29 juillet 1830 (no 227)[21].
- Portrait des fils du général Foy, 1826, huile sur toile, 200 × 153 cm. Exposition au profit des Grecs (galerie Lebrun, 2e présentation, 1826, hors livret)[22],[23]; refusé au Salon de 1827[24],[25].
- Portrait de M. le chevalier Lemaire, Salon de 1827 (no 170)[4].
- Portrait de Mme la comtesse d'H..., Salon de 1827 (no 171)[4].
- Le Dépit d'un écolier, vers 1830, Exposition au profit des blessés des 27, 28 et 29 juillet 1830 (no 228)[21].
- Le Frère, vers 1830, Exposition au profit des blessés des 27, 28 et 29 juillet 1830 (no 229)[21].
- La Sœur, vers 1830, Exposition au profit des blessés des 27, 28 et 29 juillet 1830 (no 230)[21].

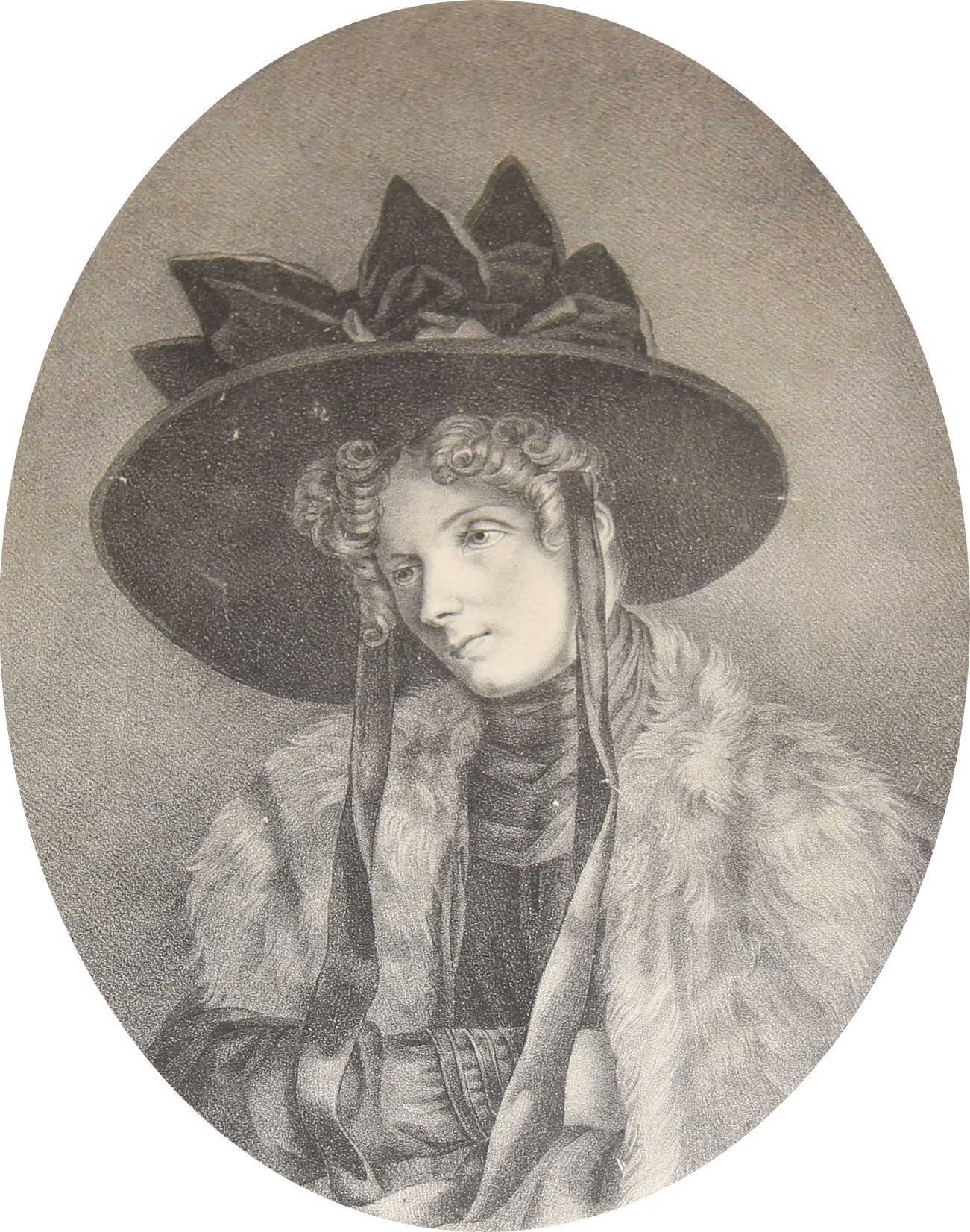
Portrait de la comtesse Foy, lithographie de Langlumé d'après le tableau d'Augustine Cochet de Saint-Omer

- Portrait de la comtesse Foy[note 5]; Exposition au profit des blessés des 27, 28 et 29 juillet 1830 (no 337)[26]; Salon de 1831 (no 1874)[4] ; reproduit en lithographie publiée par Langlumé.
- Portrait du colonel Beauvais Poque, blessé à Rambouillet, le 3 août 1830[note 6], 1830, huile sur toile, 154 × 205 cm; Exposition au profit des blessés des 27, 28 et 29 juillet 1830 (2e présentation, janvier 1831, hors livret)[27]; Salon de 1831 (no 1876), Rouen, musée des beaux-arts, 890.30[4],[16],[28].
- Portrait de Don Antonio Quiroga, général en chef de la première armée nationale d'Espagne, Salon de 1831 (no 1875)[4].
- Portrait de M. B***, Salon de 1831 (no 1877)[29].

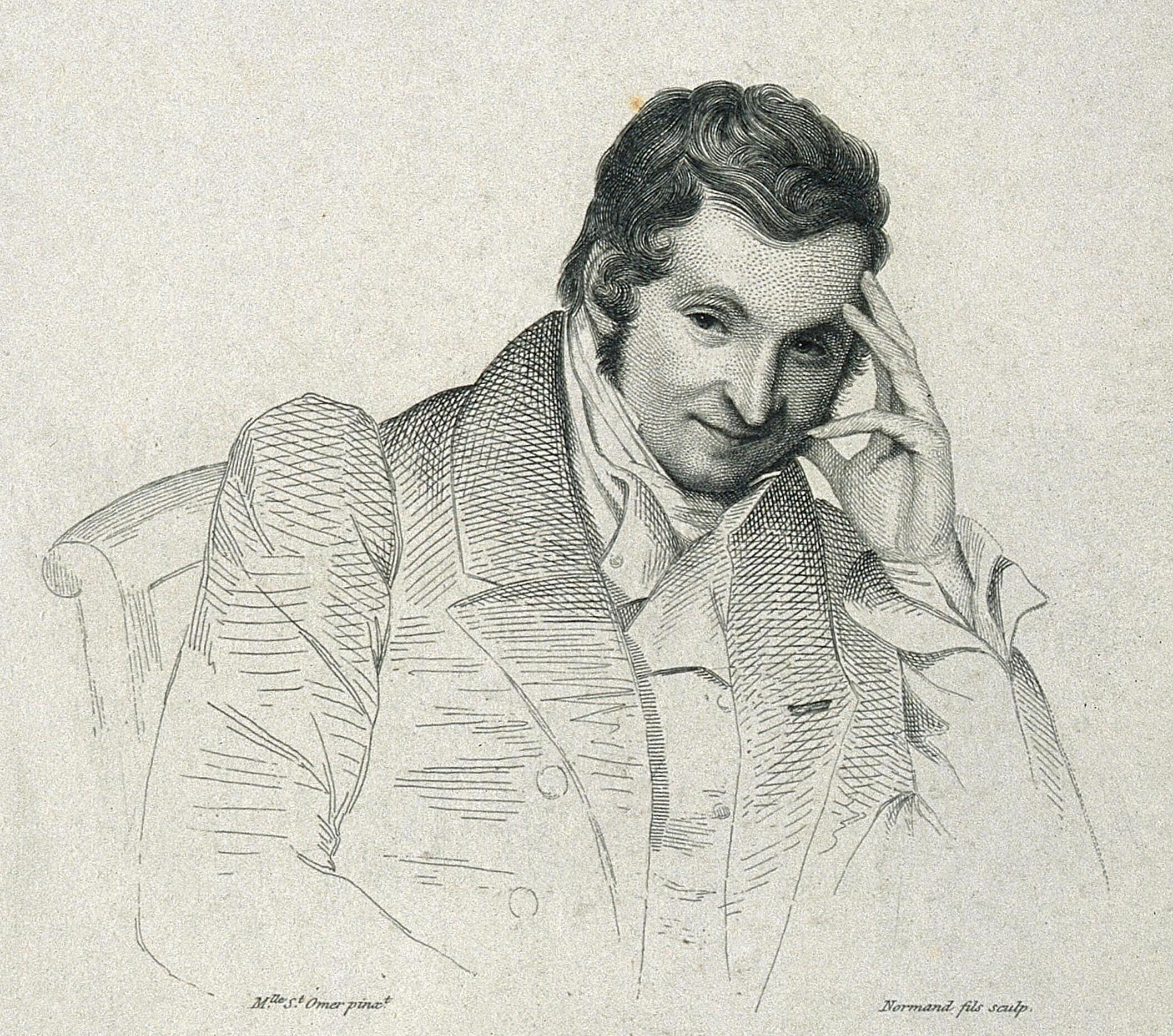
Charles-Victor Normand, Portrait du docteur Pierre-Marcel Gaubert, 1843, gravure d'après le tableau d'Augustine Cochet de Saint-Omer présenté au Salon de 1831.

- Portrait du docteur Pierre-Marcel Gaubert[note 7], Salon de 1831 (no 1878)[29]; gravé par Charles-Victor Normand et publié en 1843 dans Les Classiques de la table[30].
- Portrait du docteur Fournier Pescay, 1831, huile sur toile, 99 × 80 cm, Salon de 1831 (no 1879); Paris, musée du Service de santé des armées (Val-de-Grâce)[15],[31].
- Mlle F…, artiste du théâtre de …, effrayée d'une balle entrée chez elle, Salon de 1831 (supplément, no 2608)[29].
- Portraits, Salon de 1831 (supplément, no 2841)[32]
- Portrait d'Élisa-Suzanne Riverin[note 8], 1832, huile sur toile, 100,5 × 81 cm, collection privée[33].
- Le Docteur Clot-Bey faisant une démonstration d'anatomie dans l'hôpital d'Abouzabel, au Caire. Il est entouré de quelques-uns de ses principaux élèves, Salon de 1833 (no 2124)[29].
- Un officier égyptien sous sa tente; Salon de 1833 (no 2125)[29].
- Portrait de M. Eusèbe Salverte, député, Salon de 1833 (no 2126)[29].
- Portrait de MM. L…, artistes, Salon de 1833 (no 2127)[29].
- Portrait du docteur Louis Jacques Bégin, 1832, huile sur toile, 99 × 80 cm, Salon de 1833 (no 2128). Paris, musée du Service de santé des armées (Val-de-Grâce)[14],[31].
- Portrait de Mme B…, Salon de 1833 (no 2129)[29].
- Portrait de Mme … et de sa fille, Salon de 1833 (no 2130)[29].
- Portrait de Mme B…, artiste dramatique, Salon de 1833 (no 2131)[29].
- Portrait de Mlle …, Salon de 1833 (no 2132)[29].
- Portrait de femme au bonnet rouge et blanc, 1833, huile sur toile, 71,9 × 58,4 cm, Barnard Castle, Bowes Museum, B.M.506[17].
- Portrait de M. Riverin[note 9], vers 1833, Salon de 1835 (no 1922) (exposition à titre posthume)[29].
- Le Retour du soldat, non daté[10].
- L'Écolier, non daté[10].
- La Madeleine pénitente, non daté[10].
- La Petite plumeuse, non daté[10].
- La Mendiante, non daté[10].
- La Fille séduite, non daté[10].
- Un an de ménage, non daté[10].

Œuvres d'Augustine Cochet de Saint-Omer
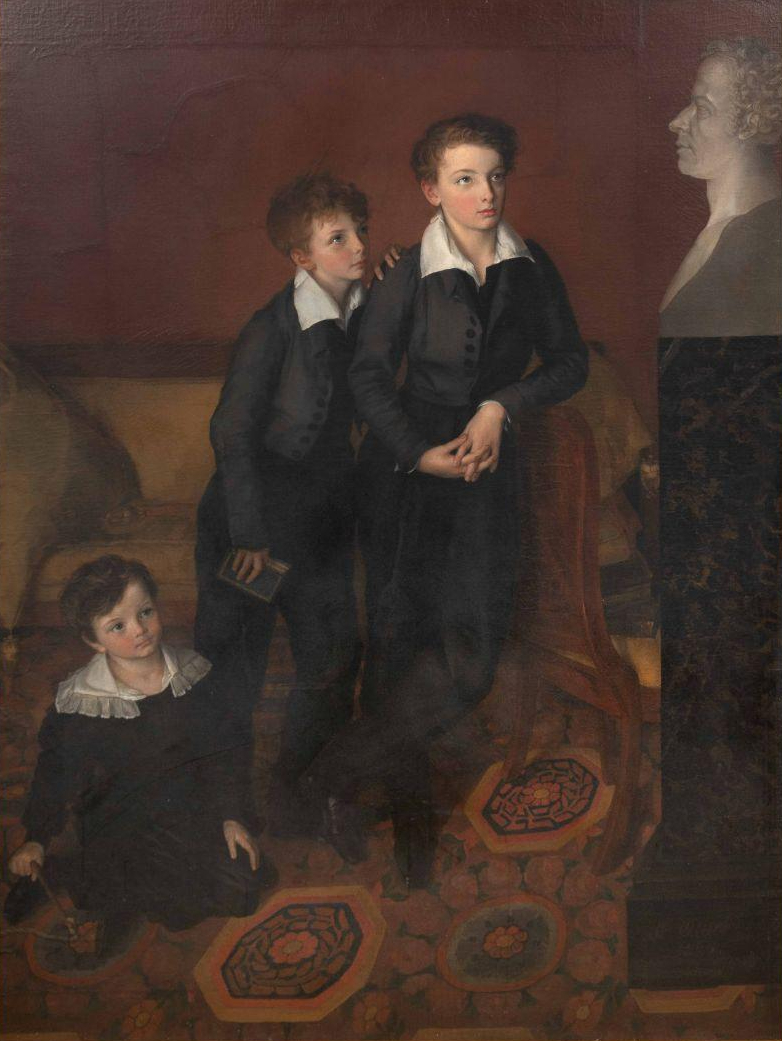
Portrait des trois fils du général Foy, 1826, collection privée.
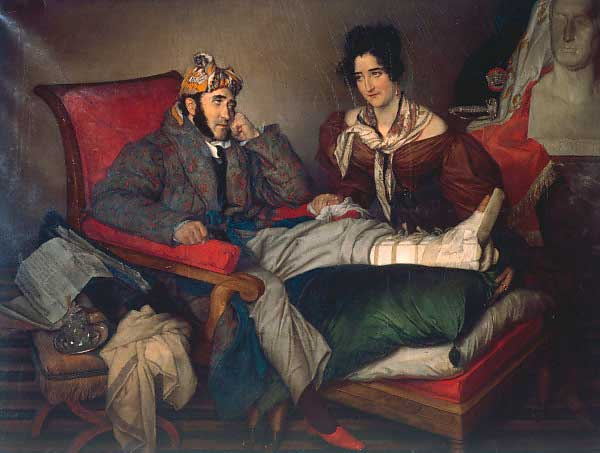
Le Colonel Beauvais Pocque blessé au siège de Rambouillet, 1830, musée des Beaux-Arts de Rouen.
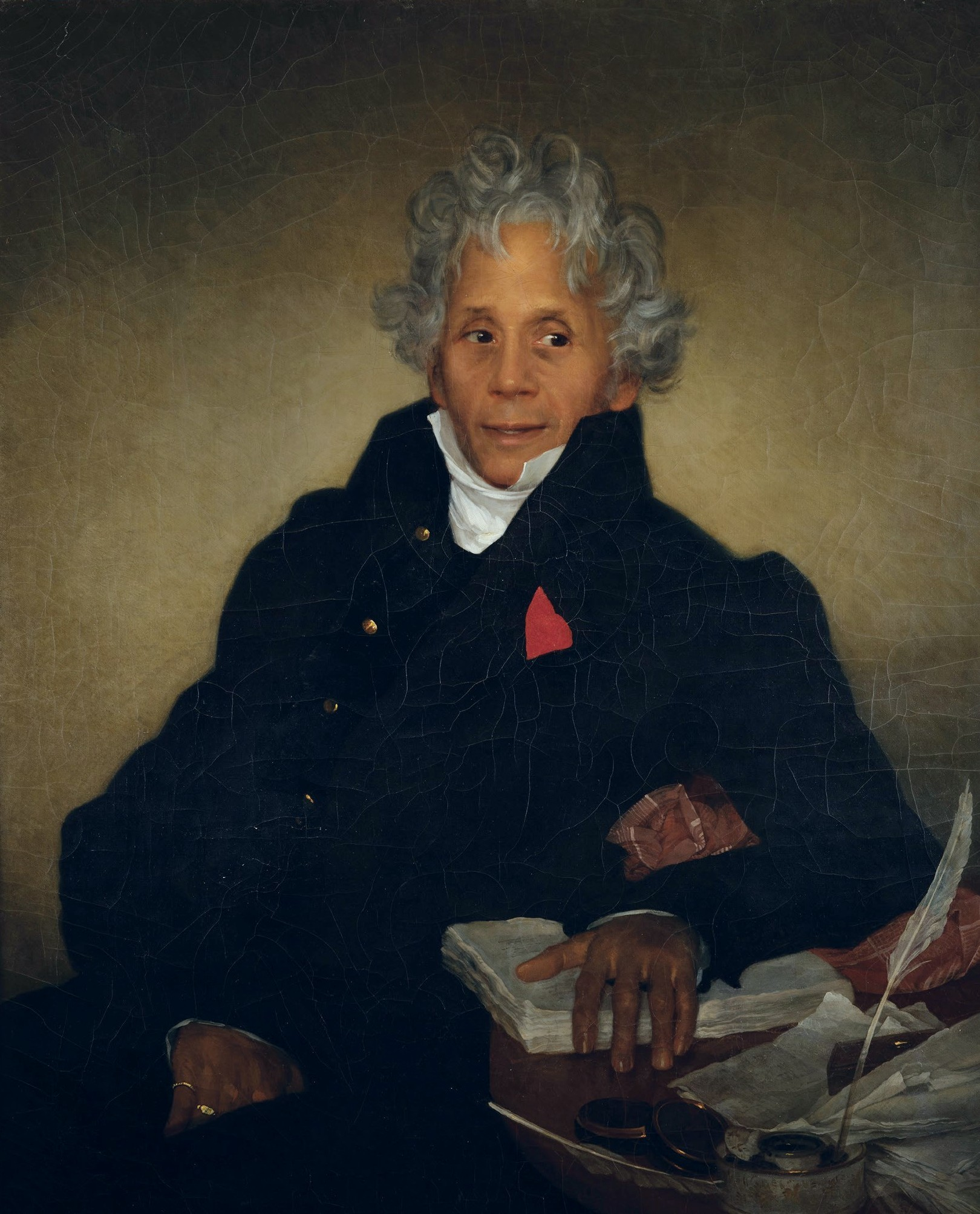
Portrait du docteur Fournier Pescay, 1831, Paris, musée du Service de santé des armées.
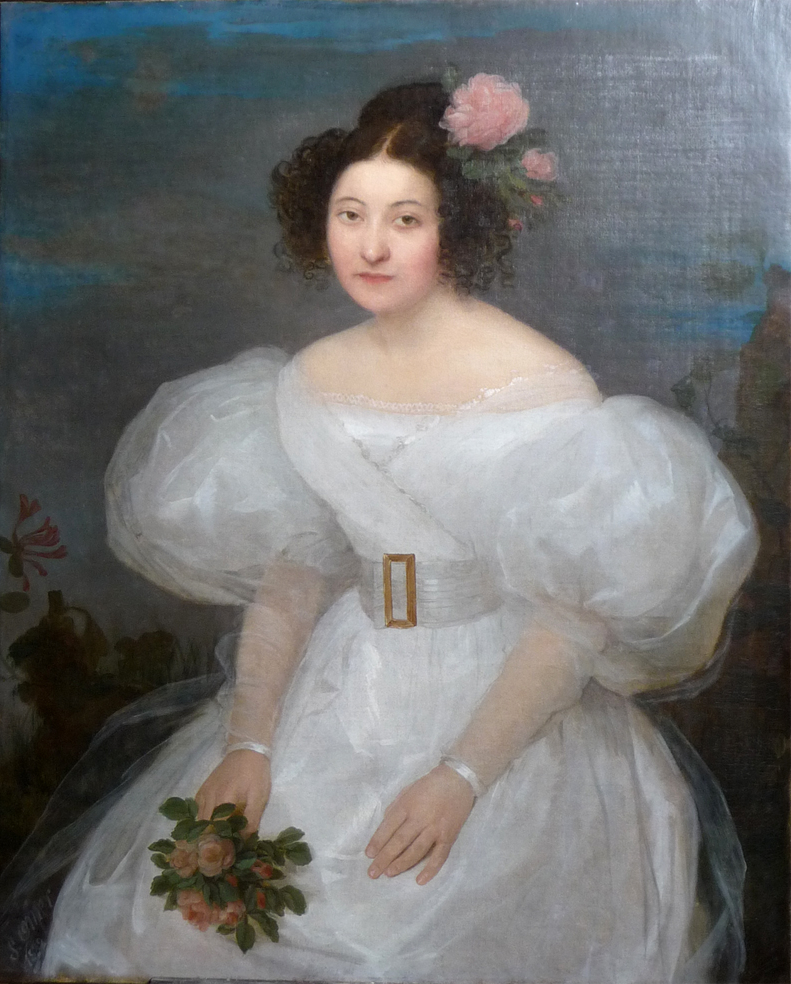
Portrait d'Elisa Boizard, née Riverin, 1832, collection privée.
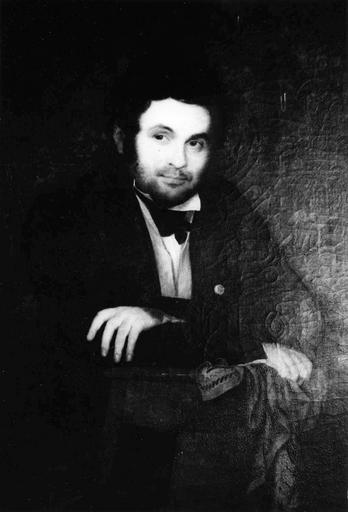
Portrait du docteur Louis Jacques Bégin, 1832, Paris, musée du Service de santé des armées.
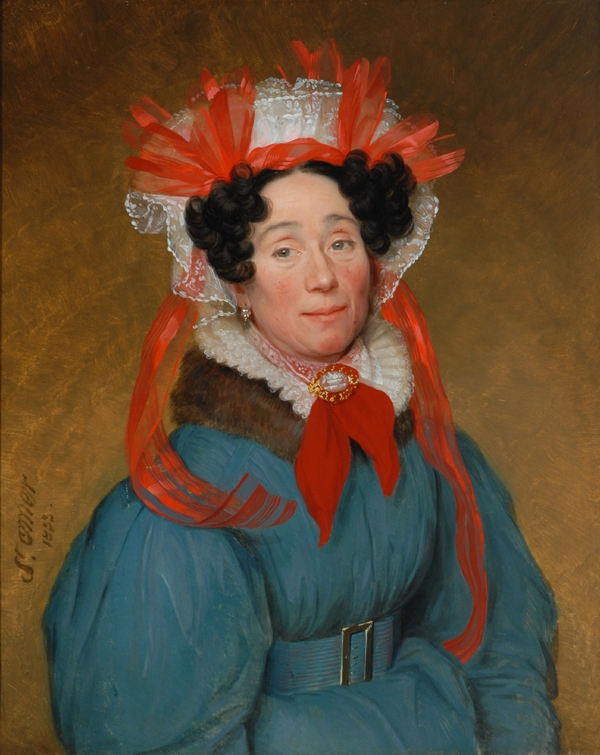
Portrait de femme au bonnet rouge et blanc, 1833, Barnard Castle, Bowes Museum.

## Réception critique
- Maximilien Sébastien Foy, à propos du Portrait du docteur Broussais, dans ses Notes journalières du 11 octobre 1825 : « Le portrait du docteur Broussais par Mlle de Saint-Omer est beau d'inspiration et de génie. Sauvée par la doctrine physiologique, elle a travaillé sous l'influence de l'enthousiasme reconnaissant. Il y a à redire sur la lumière pour le coloris, peut-être sur la perspective. Ce qui est l'homme, l'homme lui-même, est excellent. Nous avons visité ce portrait dans une maison, rue Carême-Prenant, au bord du nouveau canal, qui fut bâtie et habitée à la fin du règne de Louis XV par le banquier Kornmann. C'était alors dans la campagne. »[34],[35].
- Ambroise Tardieu, à propos des oeuvres exposées au Salon de 1831 : « Mlle Saint-Omer, que son portrait de Mme la comtesse Foy, touché avec grâce et naturel, et ceux du général Quiroga, du docteur Fournier-Pescay et du dentiste Lemaire, d'un faire vigoureux, ont placé au premier rang parmi les dames artistes, a fait grand bruit au commencement de l'exposition, par l'étrange composition d'un portrait d'actrice présentée dans une posture tout-à-fait neuve. Mlle Saint-Omer s'est rendu justice en retirant du Salon cette monstrueuse production, dont une réputation moins bien établie que la sienne eût pu recevoir un grave échec. »[36].